# Неорганические тиоцианаты

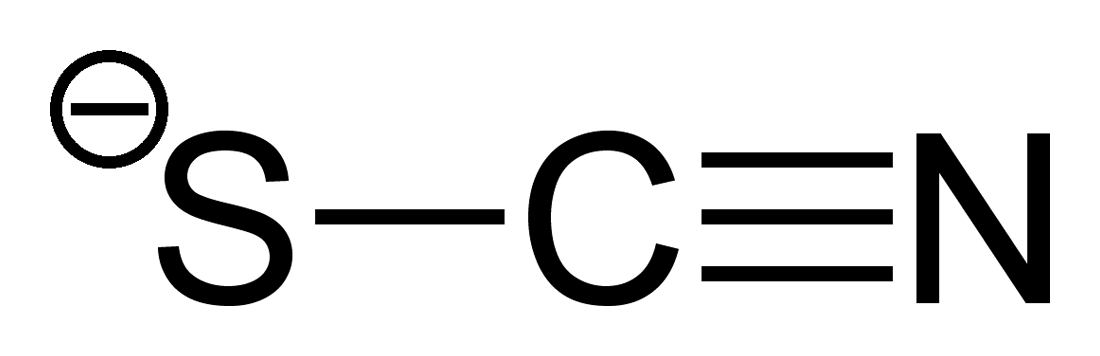

Тиоцианаты (тиоцианиды, роданиды, сульфоцианиды) — соли роданистоводородной (тиоциановой) кислоты.

## Строение
Ранее была распространена точка зрения, что тиоциановая кислота представляет собой смесь двух таутомеров:
{\displaystyle {\mathsf {H{\text{-}}S{\text{-}}C\equiv N\rightleftarrows H{\text{-}}N{\text{=}}C{\text{=}}S}}}
но в дальнейшем выяснилось, что кислота имеет строение HNCS. Тиоцианаты щелочных металлов и аммония имеют формулу Me+NCS-, для других тиоцианатов возможна формула Me(SCN)x.

## Физико-химические свойства
Неорганические тиоцианаты являются кристаллическими веществами с высокими температурами плавления.
Неорганические тиоцианаты вступают в реакции окисления, восстановления, галогенирования и обмена:
{\displaystyle {\mathsf {NH_{4}NCS+O_{2}+H_{2}O\rightarrow NH_{4}HSO_{4}+HCN}}}
{\displaystyle {\mathsf {NaNCS+Fe\rightarrow NaCN+FeS}}}
{\displaystyle {\mathsf {KNCS+Zn+HCl\rightarrow [CH_{3}NH_{3}]Cl+KCl+ZnCl_{2}}}}
{\displaystyle {\mathsf {KNCS+Br_{2}+H_{2}O\rightarrow BrCN+K_{2}SO_{4}+HBr}}}
{\displaystyle {\mathsf {2KNCS+Pb(NO_{3})_{2}\rightarrow Pb(SCN)_{2}+2KNO_{3}}}}
Кроме того, тиоцианаты могут образовывать комплексные соединения. В них лиганд — тиоцианат-ион — может координироваться как атомом азота, так и атомом серы, например, тетратиоцианатомеркурат(II) калия K2[Hg(SCN)4]. 
Реакция образования окрашенного в кроваво-красный цвет гексатиоцианоферрата калия служит в аналитической химии качественной реакцией на ион Fe3+:
{\displaystyle {\ce {6SCN- + Fe^3+ -> [Fe(SCN)6]^3-}}}
Считается, что основной частицей, придающей ярко-красный цвет, является однозамещённый аквакомплекс {\displaystyle {\ce {[Fe(H2O)5(SCN)]^2+}}}.
При термической изомеризации тиоцианата аммония образуется тиомочевина:
{\displaystyle {\mathsf {NH_{4}NCS{\xrightarrow[{}]{180^{o}C}}(NH_{2})_{2}CS}}}
Нагреванием  тиоцианата меди(II) можно получить тиоциан (родан):
{\displaystyle {\mathsf {2Cu(SCN)_{2}\rightarrow 2CuSCN+(SCN)_{2}}}}

## Получение и применение
Тиоцианаты получают реакцией элементной серы или полисульфидов с цианидами. Эти реакции позволяют перевести токсичный цианид-ион в гораздо менее опасный тиоцианат-ион:
{\displaystyle {\mathsf {S+KCN\rightarrow KNCS}}}
{\displaystyle {\mathsf {Na_{2}S_{2}+NaCN\rightarrow Na_{2}S+NaNCS}}}
В промышленности тиоцианаты щелочных металлов получают взаимодействием растворов соответствующих полисульфидов с коксовым газом, содержащим примеси цианидов; тиоцианат аммония — по реакции аммиака с сероуглеродом.
В аналитической химии применяются как реактив на ионы трёхвалентного железа, с которым образуют кроваво-красные тиоцианатные комплексы Fe(III), а также для фотометрического определения некоторых металлов (например, кобальта, железа, висмута, молибдена, вольфрама, рения).
Тиоцианаты применяются в производстве тиомочевины, являются реагентами в процессах крашения и печатании тканей, в аналитической химии (качественный и количественный анализ), как ядохимикаты (инсектициды и фунгициды), стабилизаторы горения взрывчатых веществ, в процессах выделения и разделения редких металлов, для получения органических тиоцианатов. Тиоцианаты ниобия(V) и тантала(V) служат в качестве катализаторов реакции Фриделя-Крафтса.

## Биологическая роль
Тиоцианаты сравнительно малотоксичны (например, ЛД50 для NaNCS составляет 370 мг/кг), однако способны раздражать кожу, поражать щитовидную железу, почки и вызывать ксантопсию. Токсичность тиоцианатов тяжёлых металлов в основном определяется ядовитостью ионов металлов, а не тиоцианат-иона.
Тиоцианаты найдены в живых организмах: в слюне и желудочном соке животных, соке лука Allium cepa и корнях некоторых растений.

## Примеры
- Тиоцианат магния
- Тиоцианат неодима(III)